# 球形飛行体
球形飛行体（きゅうけいひこうたい）は、飛行体に関する基礎的な研究のために防衛省技術研究本部（現・防衛装備庁）で作られた無人航空機である。

## 開発

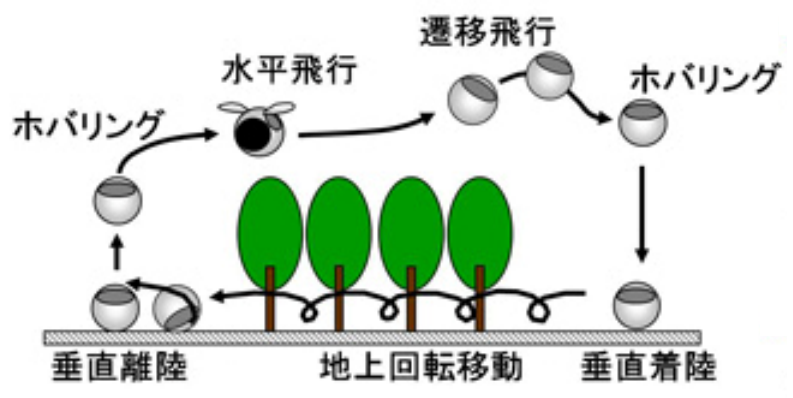
球形飛行体の移動

本機は、単純な機体構成としつつも、あらゆる場所に離着陸できる機体を目指して開発された。
テイルシッター機のように自重以上の推力と足があれば、垂直離陸できると考えられるが、①風が吹いていても着陸時には直立させる必要がある、②接地直後は回転中心が重心から尾部へ瞬時に切り替わって非常に危険である、③傾いて接地した場合、破損の恐れがある、④倒れてしまうと再離陸は困難であるなどの弱点が想定される。それに対して、操縦舵面を重心よりも前方に配置したテイルシッター機とすれば、回転中心が設置前後でも変化しない、また、この機体を球で囲むことであらゆる姿勢で着地でき、姿勢制御の推力を使って地上を回転移動できると考えた。
まず、ホバリングが可能な機体を作った。次に球形構造としたが、離陸の際に上を向く必要があるので、起き上がり小法師と同様に重心を球の中心よりも後方に設定した。地上での回転運動ができることを確認し、推力系統・制御系統・構造の改良により、自力での起き上がりを実現。その後、安定した水平飛行を実現するため、風見鶏のようにダクト翼を回転軸の後方に配置し、風見安定を確保した。最後に、着陸までの遷移飛行の際、舵効きが維持できるように形状の変更、空力安定性のバランスを調整し、安定した遷移飛行が可能となった。
本機は可視カラーカメラを搭載し、屋外での安定したホバリング、水平飛行、遷移飛行、垂直離着陸、地上回転移動が可能である。課題を克服して実用化まで至れば、森林や市街地での低空飛行、屋上での長時間監視、窓越しの偵察、屋内の捜索などに使用できると考えられる。
球形飛行体は、防衛省技術研究本部で行われていた、職員自らの発想で将来の装備品につながる独創的でユニークなアイディア等を発表する「アイディアチャレンジ」の最高栄誉であるフロントランナー賞を受賞している。

## 諸元
- 直径: 0.42 ｍ[3][2]
- 重量: 350 g
- 飛行時間: 8 分

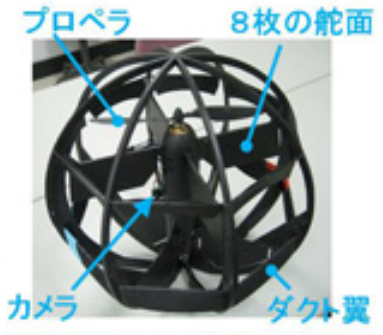
球形飛行体

- バッテリー: リチウムポリマー（11.1V/850mA）
- 速度: 0-60 km/h（推測）
- 搭載物: 可視カラーカメラ